# Birmensdorf
Birmensdorf ist eine politische Gemeinde im Bezirk Dietikon des Kantons Zürich in der Schweiz, dazu gehört auch der Weiler Landikon. Mundartname: Birmischdoorff. Sie ist nicht zu verwechseln mit dem fast gleichlautenden Birmenstorf im Kanton Aargau.

## Geographie
Birmensdorf liegt im Reppischtal, inmitten eines weiten Talkessels. Mehrere grosse Bäche, darunter der Lunnerenbach und der Wüeribach, durchziehen den Talgrund und münden schliesslich in die Reppisch. Der Talkessel liegt an der Westseite des Uetlibergs und ist nach mehreren Seiten offen.

## Geschichte

Historisches Luftbild, Walter Mittelholzer, 1932

In den Fildern entdeckte man steinzeitliche Siedlungsspuren, auf Rameren ein mittelbronzezeitliches Gräberfeld und eisenzeitliche Bestattungen im Zusammenhang mit einem archäologischen Prospektionsprojekt bei der Autobahnzufahrt Riset–Sternen zu Anfang der 1990er-Jahre. 2003 wurde in einer Rodung von 1 Hektar ein ganzes System von Gräbern untersucht, in Grabgärten mit Steinabgrenzungen eingebettet und zum Teil mit Hügelschüttungen versehen, aber meist beigabenlos. Ein Brandgrab war reich mit Bronzeschmuck ausgestattet. Armreif und Spiral-Fingerring liessen den Fund in die mittlere Bronzezeit datieren. Im Grabhügel mit 15 m Durchmesser stiess man überdies auf eine Nachbestattung aus der älteren Eisenzeit im Leichenbrand von 5 Gefässen, die mit Schalen abgedeckt waren. Aus der Römerzeit stammen Funde in Landikon und Risten.
Birmensdorf wird 876 als Piripoumesdorf erstmals urkundlich erwähnt, als ein gewisser Adalpern dem Zürcher Fraumünster einen Teil seiner Besitzungen schenkte.
Die Anfänge der neuzeitlichen Siedlung liegen am Flussübergang der Strassenverbindung von Bremgarten nach Zürich über die Reppisch. Pfahlfunde von dieser Stelle konnten auf ca. 610 n. Chr. datiert werden.
Im 16. und 17. Jahrhundert war Birmensdorf ein Zentrum der Täufer.
Grosse Teile von Birmensdorf gehörten bis zu dessen Aufhebung im Jahr 1808 dem Kloster St. Blasien. 1834 wurde Birmensdorf eine selbstständige Gemeinde, 1803 zuerst dem Bezirk Horgen, 1815 dem Bezirk Zürich und 1989 schliesslich dem Bezirk Dietikon zugeordnet.

## Wappen
Blasonierung:
In Rot eine geschweifte silberne Spitze, belegt mit einer roten Rose mit goldenem Butzen und grünen Kelchblättern

## Bevölkerung
| Bevölkerungsentwicklung | Bevölkerungsentwicklung |
| Jahr                    | Einwohner               |
| ----------------------- | ----------------------- |
| 1634                    | ca. 460                 |
| 1749                    | 858                     |
| 1836                    | 1082                    |
| 1850                    | 1096                    |
| 1900                    | 1101                    |
| 1950                    | 1480                    |
| 2000                    | 5377                    |
| 2010                    | 5876                    |
| 2020                    | 6893                    |
| 2022                    | 7043                    |

- Bevölkerungsdichte: 617,95 Einw./km²
- Anzahl Haushalte: 3029 (Stand: 2021)[8]
- Konfessionszugehörigkeit: 26,31 % evangelisch-reformiert, 23,13 % römisch-katholisch, 50,56 % andere oder keine konfessionelle Zugehörigkeit (Stand: 2022)[9]

## Politik
Gemeindepräsident ist seit 2022 Ernst Brand (parteilos, Stand 2023).
Bei den Nationalratswahlen 2023 betrugen die Wähleranteile in Birmensdorf: SVP 33,30 % (+0,62), SP 15,20 % (+1,35), FDP 13,65 % (−0,80), glp 12,25 % (−2,13), Mitte 10,97 % (+2,66), Grüne 7,82 % (−3,99), EVP 1,44 % (−0,42), EDU 1,14 (+/−0,00).

## Wirtschaft
Die Nähe zur Stadt und die guten Verkehrsverbindungen haben die Entwicklung von Birmensdorf geprägt. Eine Industrialisierung fand nicht statt, es entstand eine Agglomerationsgemeinde mit einem hohen Anteil an Pendlern sowie eine starke lokale Gewerbeinfrastruktur.

## Verkehr

### Strassenverkehr
Birmensdorf liegt an der Hauptachse durch das Knonauer Amt in den Grossraum Zürich und ist geprägt vom starken Berufsverkehr – täglich durchqueren Tausende von Pendlern aus dem Raum Innerschweiz die Ortschaft, morgens in nördlicher Richtung, abends in südlicher Richtung. Linderung brachte der Gemeinde die Eröffnung des neuen Teilstücks der Autobahn A4 zwischen Urdorf Süd und der Verzweigung Zürich West, die im April 2009 eröffnet wurde.
Über die Linienführung der Autobahn um Birmensdorf wurde über 40 Jahre gestritten und mehrfach umgeplant. Für die schweizerische Verkehrspolitik hat dieser Autobahnabschnitt daher einen gewissen Symbolcharakter.

### Öffentlicher Verkehr
Birmensdorf liegt seit Juni 1864 an der Bahnstrecke Zürich–Zug, die damals von der Zürich-Zug-Luzern-Bahn (ZZL) eröffnet wurde. Die Bahnstrecke – inzwischen Teil der Schweizerischen Bundesbahnen (SBB) – wird seit Mai 1990 von der S9 der S-Bahn Zürich befahren. Seit Dezember 2006 verkehrt zudem die S15, die annähernd einen Viertelstundentakt ermöglicht. Nachdem die neue Linie anfänglich nur an Werktagen bis 20:00 Uhr verkehrt hatte, wurde ihre Betriebszeit im Dezember 2008 bis 21:00 Uhr verlängert und auf das Wochenende ausgedehnt. Seit Dezember 2015 bedienen anstelle der S9 und S15 neu die S 5  und S 14  Birmensdorf. Zudem verkehrt während der Nächte am Wochenende die SN5 .
Seit 2004 wird der Bahnhof Birmensdorf privatrechtlich von Luc Vuilleumier als Stationshalter geführt. Werktags wird der Bahnhof täglich von über 5'000 Reisenden frequentiert.
Regionale Busverbindungen nach Zürich-Wiedikon, Oberlunkhofen–Affoltern am Albis (215), Oberlunkhofen–Muri AG (245) und Oberwil-Lieli–Berikon (350) werden von Postautos halbstündlich sichergestellt. Zwischen Birmensdorf und Oberlunkhofen wird dadurch von Montag bis Samstag ein annähernder Viertelstundentakt angeboten. Am Sonntag sowie am Abend verkehren diese stündlich. Von Montag bis Samstag verkehrt die Buslinie 227 stündlich nach Stallikon-Bonstetten und die Buslinie 314 während der Hauptverkehrszeiten nach Dietikon.

## Öffentliche Institutionen

### Waffenplatz Zürich-Reppischtal
Seit dem 10. April 1987 befindet sich der Standort des Waffenplatzes Zürich im Reppischtal. Die sowohl der militärischen Grundausbildung als auch den WK-Truppen dienende Anlage ist auch ein Arbeitgeber in Birmensdorf, unter anderem werden Lehrlinge in zivilen Berufen ausgebildet. Seit 2006 befindet sich ausserdem die Militärakademie an der ETH Zürich (MILAK) auf dem Waffenplatz.

### Forschungsanstalt für Wald, Schnee und Landschaft
Die Eidgenössische Forschungsanstalt für Wald, Schnee und Landschaft (WSL) hat ihren Hauptsitz in Birmensdorf.

## Sehenswürdigkeiten

### Erste Kirche
Die Reste einer ersten Kirche scheinen aus dem 9. Jahrhundert zu stammen. Es war eine romanische Martinskirche mit hufeisenförmiger Apsis. Stifter der Kirche könnte ein Nachkomme des Uatilo vom Üetliberg gewesen sein, der später den Freiherren von Regensberg-Sellenbüren gehörte. Im 11. Jahrhundert schenkten sie die Kirche Birmensdorf dem Kloster St. Blasien im Schwarzwald, in dessen Besitz sie bis 1806 verblieb. In dieser Zeit wurde der dreigeschossige romanische Kirchturm erstellt, von dem die unteren Geschosse heute noch erhalten sind. Im 14. Jahrhundert wurde statt des romanischen ein gotischer Chor angebaut, dem 1659 das vergrösserte Schiff mit Langhaus und Chor angeglichen wurde.

### Heutige Kirchen
In Birmensdorf gibt es zwei Kirchen:
- Die reformierte Kirche befindet sich über dem Ortskern und geht auf die mittelalterliche St. Martinskirche zurück.
- Die römisch-katholische Kirche St. Martin wurde im Jahr 1977 vom bekannten Kirchenarchitekten Walter Moser erbaut. Sie befindet sich an der Strasse Am Wasser.

### Sonstiges
Sehenswert sind das Dorfmuseum an der Mühlemattstrasse und die alte Wassermühle.

## Persönlichkeiten
- Jakob Job (1891–1973), Reiseschriftsteller und Radio-Intendant, in Birmensdorf geboren
- Ferdy Kübler (1919–2016), Radrennfahrer und der erste Schweizer Tour-de-France-Sieger, lebte in Birmensdorf